# Aurukun Shire
Koordinaten: 13° 18′ S, 141° 49′ O

Das Shire of Aurukun ist ein lokales Verwaltungsgebiet (LGA) im australischen Bundesstaat Queensland. Das Gebiet ist 7.424,0 km² groß und hat etwa 1.300 Einwohner.

## Geografie
Das Shire liegt im Norden des Staats an der Westküste der Kap-York-Halbinsel zwischen dem Embley River im Norden und dem Holroyd River im Süden.
In der Ortschaft Aurukun nördlich der Acher Bay zwischen Ward River und Watson River leben fast alle Einwohner der LGA.

## Geschichte
In Aurukun wurde 1904 eine Mission gegründet, in die die auf der Kap-York-Halbinsel lebenden Aborigines zwangsumgesiedelt wurden. Aufgrund neuer Gesetze wurde 1978 das Land um Aurukun als Aboriginal Land Lease No. 1 an die Ureinwohner verpachtet und einer eingeschränkten Selbstverwaltung übergeben.
Um das Gebiet des Shires zu betreten, ob als Besucher oder als Tourist, muss man beim Council eine Erlaubnis beantragen.

## Verwaltung
Der Aurukun Council hat fünf Mitglieder. Der Mayor (Bürgermeister) und vier weitere Councillor werden von allen Bewohnern des Shires gewählt. Die LGA ist nicht in Wahlbezirke unterteilt.